# Bab Agnaou

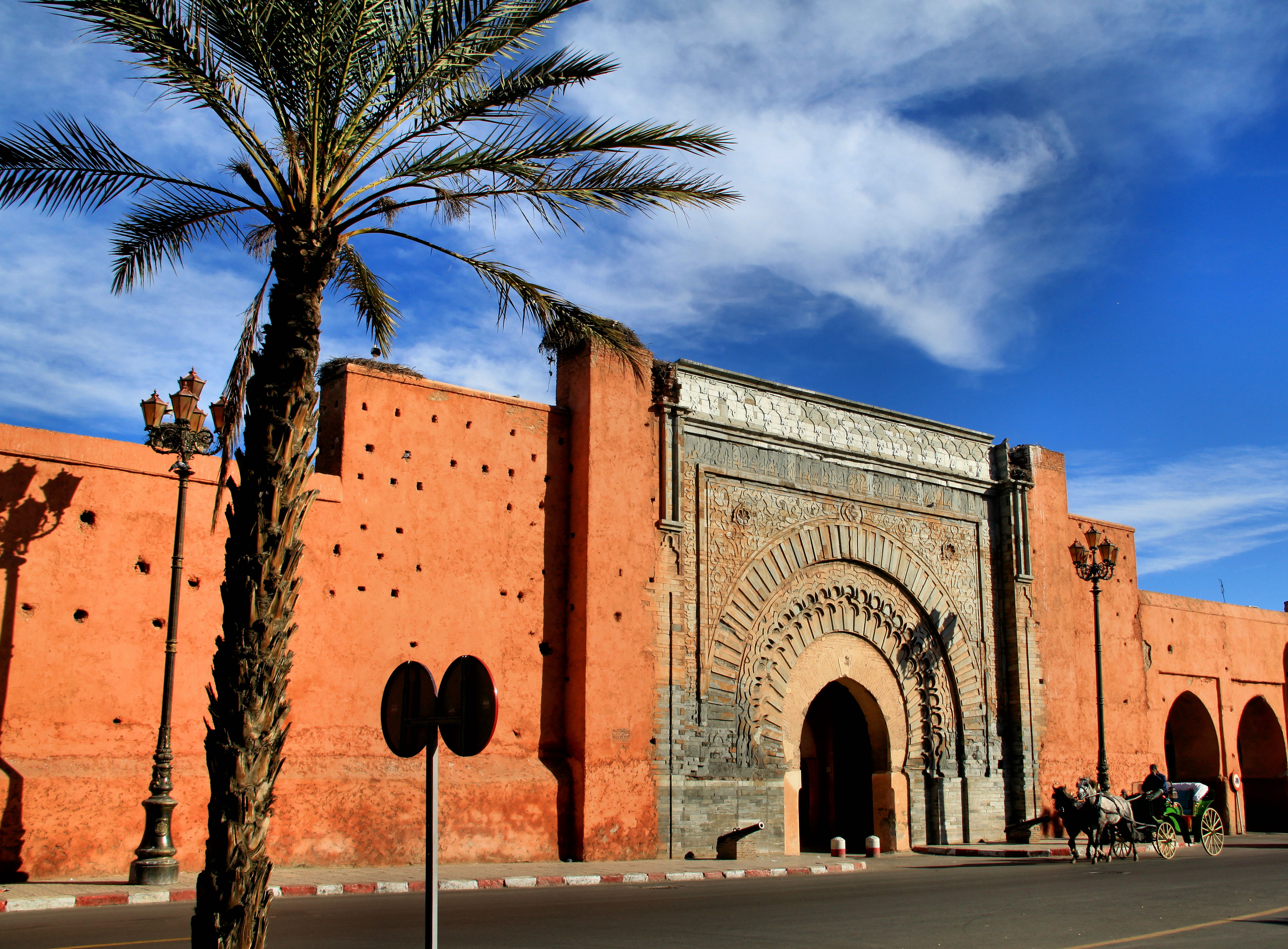

Bab Agnaou (em árabe: باب اكناو) é uma das 19 portas de Marraquexe, Marrocos. Foi construída durante o reinado do califa almóada Iacube Almançor (r. 1184–1199). É a entrada da zona da casbá (kasbah) real, na parte sul da almedina.

## História e etimologia
Segundo a teoria mais comum, Bab Agnaou significa "Porta dos Negros". Bab é a palavra árabe para porta (da cidade) e Agnaou, como Gnaoua, é a designação berbere para as pessoas com pele escura. A origem do nome pode estar no facto de estar virada para a África subsariana, de onde provêm os negros, de "costas" para as terras dos árabes e berberes. Agnaou pode também referir-se a "Guiné" (África Ocidental). No contexto medieval, "negros" podia não se referir exclusivamente às pessoas de etnias subsarianas, mas, mais genericamente, às pessoas comuns, por oposição aos nobres, que no período almóada usavam outra porta. Segundo outras teorias, Agnaou deve ser traduzido como "bode mudo sem cornos".
A porta é também chamada Bab al Kohl ("Porta dos Negros" em árabe) e Bab al Qsar ("Porta do Palácio") em algumas fontes históricas.[carece de fontes?]
A porta foi o segundo edifício em pedra da cidade (o primeiro foi o minarete da Cutubia). Dava acesso ao palácio real e zona envolvente, construído igualmente por Almançor, onde se situam a El Mansouria (ou Mesquita da Casbá), os túmulos saadianos e o Palácio el Badi. Na altura em que foi construída existia apenas mais um edifício em pedra em Marraquexe: o minarete da Cutubia.
A função da porta, como entrada real, era sobretudo decorativa. A fachada é composta por secções alternadas de tijolo e pedra, provavelmente extraída nas proximidades de Marraquexe, que rodeiam um arco de ferradura. As esquinas são apresentam decorações florais em torno de uma concha. Esta ornamentação é enquadrada por três painéis com inscrições do Alcorão em maghribi (variante norte-africana da escrita árabe) e cúfico foliado.
Em meados do século XVIII, durante o reinado do sultão Maomé ibne Abedalá, a porta foi renovada e a sua largura foi diminuída.[carece de fontes?] A pedra do monumento está em bastante mau estado, devido possivelmente à presença de sais solúveis, nomeadamente cloretos e sulfatos, na argamassa usada para fixar as pedras. A poluição atmosférica local também tem um impacto negativo no estado da porta.